# Подолян Ігор Васильович
Ігор Васильович Подолян  — полковник Збройних сил України, учасник російсько-української війни, що відзначився під час російського вторгнення в Україну в 2022 році.

## Життєпис
Обіймає посаду заступника начальника Головного управління доктрин та підготовки Генерального штабу ЗС України. Відповідальний за перехід на J-структуру Генеральним штабом Збройних Сил України з метою підготовки та застосування ЗСУ та інших складових сил оборони відповідно до принципів формування вертикалі керівних документів, ухвалених в НАТО.

## Нагороди
- орден Данила Галицького (2022) — за особисту мужність і самовіддані дії, виявлені у захисті державного суверенітету та територіальної цілісності України, вірність військовій присязі[6].